# Riich G5
Riich G5 — среднеразмерный автомобиль, производящийся в Китае компанией Chery Automobile с 2009 по 2013 год. Впервые был представлен на автосалоне в Шанхае.

## Описание

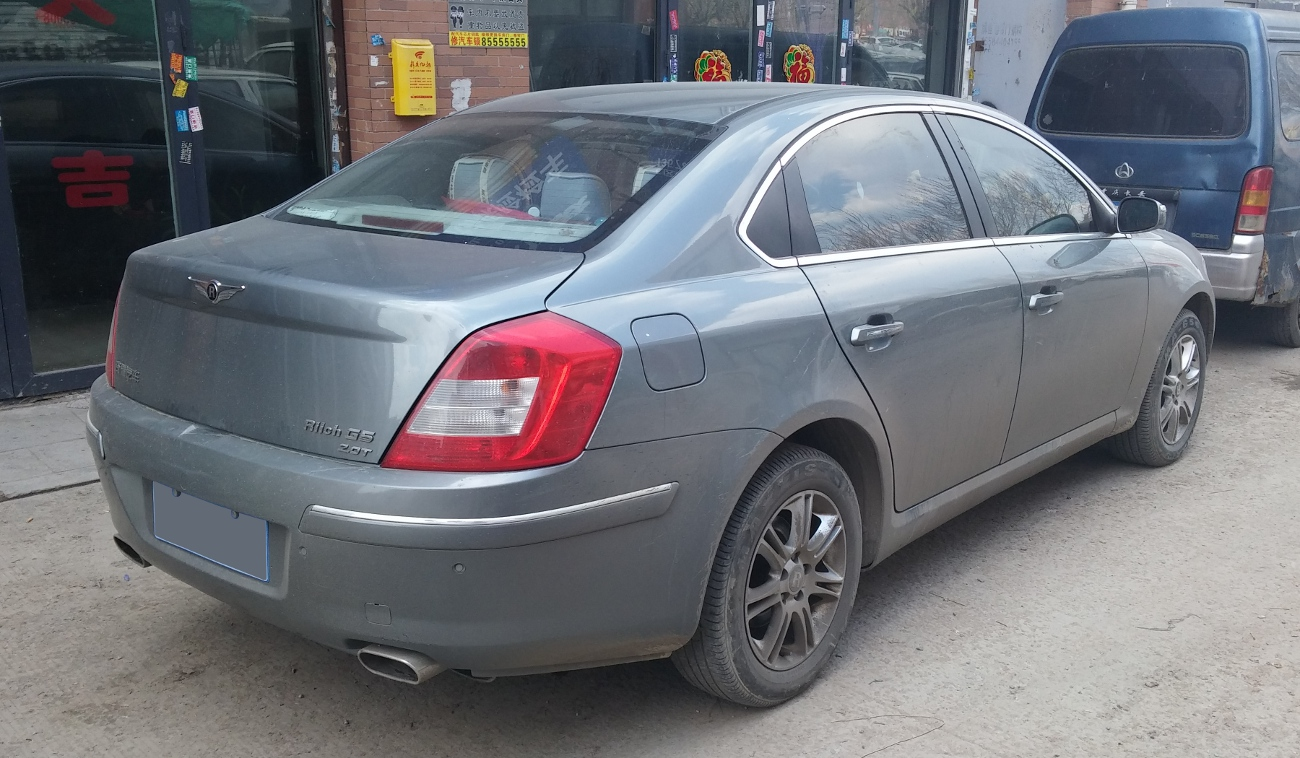
Вид сзади

Riich G5 разработан итальянской компанией Gruppo Bertone. За всю историю производства автомобиль оснащался 2,0-литровым двигателем SQR484B с турбонаддувом мощностью 125 кВт (168 л. с.) при 5500 об/мин и крутящим моментом 235 Н⋅м при 1900 об/мин. Расход топлива при постоянной скорости 90 км/ч составляет 6,5 л/100 км. Также двигатель оснащён интеркулером и соответствует стандарту Евро-4. Максимальная скорость автомобиля 210 км/ч, а до 100 км/ч автомобиль разгоняется за 10,9 секунд.
Подушки безопасности расположены впереди и по бокам салона. Также в комплектацию входят ABS, EBD, ESP, задними датчиками парковки, кондиционер и цифровой сенсорный экран с функциями навигации и DVD-плеера. Другими дополнительными функциями являются ксеноновые фары с омывателями, система контроля давления в шинах, электрорегулируемые спинки, задние DVD-экраны и круиз-контроль.